# Johan Henrik Schrøter (politiker)
Johan Hendrik Schrøter (født 13. februar 1842 i Trongisvágur, død 16. april 1911) var en færøsk politiker (uafhængig), sysselmand, købmand og bonde. 

## Baggrund
Schrøter boede i Hvalba. Hans forældre var Karin Jacobsdatter fra Hvalba og Óli Jespersen fra Trongisvágur. Han var gift med Elsebeth Kristina, født Poulsen, fra Hvalba.

## Politisk karriere
Schrøter var politiker før de første politiske partier blev dannet på Færøerne, derfor tilhørte han ikke noget politisk parti men var uafhængig. Han blev valgt ind i Lagtinget fra 1873-1905. Han blev valgt for tre forskellige valgdistrikter: for Suðuroyar valgdistrikt 1873-1881 og igen fra 1885-1901, perioden derimellem, fra 1881-1885 var han valgt for Suðurstreymoyar valgdistrikt. Den sidste periode fra 1901-1905 var han valgt for Sandoyar valgdistrikt. Han var valgt ind i Folketinget fra 1884-1887.